# Instituto de Investigación del Automóvil (Universidad Politécnica de Madrid)
El Instituto Universitario de Investigación del Automóvil (INSIA) es un Instituto de Investigación de la Universidad Politécnica de Madrid adscrito a la Escuela Técnica Superior de Ingenieros Industriales e integrado en el Parque Científico y Tecnológico de la UPM. 

## Características
El INSIA, se ha convertido en sus más de 25 años de experiencia, en un centro de referencia para la industria de automoción y el sector del transporte a nivel nacional y europeo.Las principales actividades del Instituto abarcan la Investigación y Desarrollo en el ámbito de los vehículos automóviles y sus impactos en seguridad y medioambiente participando en diversos proyectos de investigación tanto a nivel europeo como nacional.  Además, ofrece apoyo tecnológico a las empresas y administraciones públicas, prestando servicios tecnológicos que se materializan en trabajos de I+D+i, asesoramiento, ensayos y certificaciones. También destaca su Formación de posgrado y especializada.

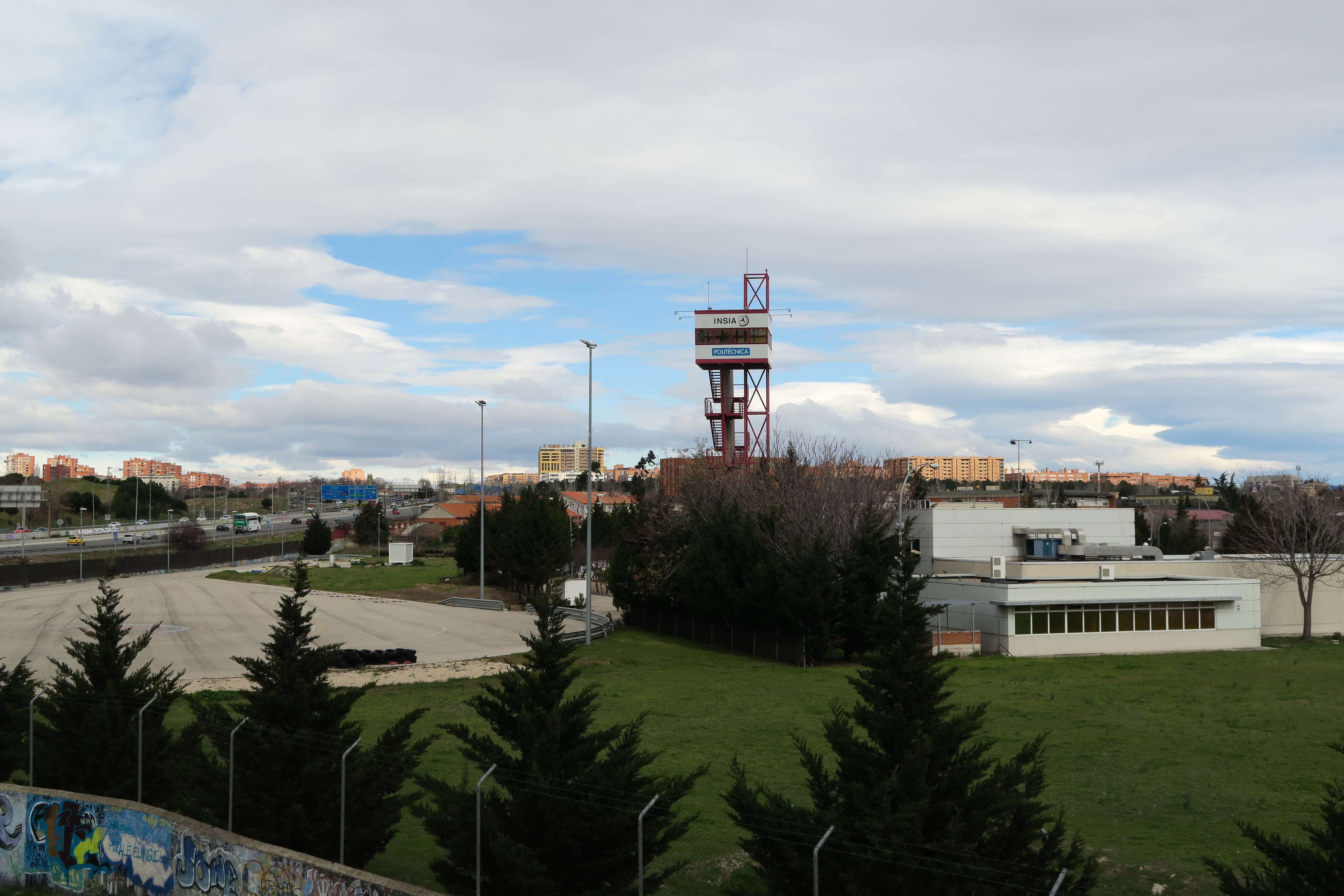
Pista de pruebas y torre de control

## Líneas de investigación
- Seguridad en el transporte colectivo de personas. Vehículos, sistemas de protección y movilidad de PMR.
- Seguridad en el transporte de mercancías: vehículo y carga
- Investigación de accidentes de tráfico. Análisis de causas y consecuencias
- Biomecánica del impacto aplicada a la mejora de la seguridad pasiva de los vehículos.
- Evaluación y predicción de los impactos del transporte por carretera en la seguridad y medio ambiente. Desarrollo y aplicación de modelos.
- Sistemas de asistencia al conductor ADAS.
- Sistemas alternativos de propulsión e impacto medioambiental de los vehículos automóviles.

## Formación
- Programas master de Ingeniería de Automoción y vehículos eléctricos e híbridos
- Fórmula SAE.

Uno de los objetivos que se persigue con dicho proyecto es complementar la formación de los estudiantes de ingeniería de automoción, así como contribuir al desarrollo de determinadas competencias necesarias para un sector competitivo y complejo como es el de la automoción.
Lo novedoso de este proyecto, es el reto que supone para los alumnos asumir y participar en todo el proceso de fabricación de un vehículo, junto con la investigación y el diseño. El producto final, no es sólo la obtención de un vehículo con las mejores prestaciones posibles para lograr el objetivo de la competición, sino el crear un equipo de trabajo entre todos los participantes fomentando en todo momento la participación activa, y cuyo incentivo es la satisfacción de poder llevar el vehículo fabricado (con su propio esfuerzo, tiempo y trabajo) a la realidad de una competición. Pincha para acceder a la web del proyecto
- Cursos Especializados.
- Curso de Tacógrafos Digitales

## Servicios tecnológicos
Los servicios que se prestan de forma habitual en el INSIA son: 
- Asesoría técnica relacionada con los requisitos para homologación de vehículos y/o componentes.
- Cooperación en la definición y desarrollo de proyectos de I+D+i.
- Determinación de requisitos de diseño de productos.
- Generación de modelos de cálculo.
- Realización de ensayos de validación.
- Certificación en los Reglamentos y Directivas para los que el INSIA está autorizado.
- Optimización de los diseños.
- Ensayos de verificación.

## Colaboración
Las formas de colaboración o prestación de servicios más habituales son:
- En consorcios para propuestas de participación en proyectos de I+D+i con empresas.
- Mediante convenios de colaboración Universidad-Empresa.
- Mediante contrato entre entidades.
- Mediante solicitud de Trabajos.

Además, llevó a cabo el proyecto EPISOL, cuyo objetivo era el diseño y la fabricación de un vehículo urbano ligero con propulsión eléctrica híbrida.